# 조현두
조현두(趙顯斗, 1973년 11월 23일 ~ )는 대한민국의 전 축구 선수이다.